# Abrus kaokoensis
Abrus kaokoensis, novootkrivena biljna vrsta iz porodice mahunarki opisana 2011. godine. Endem je i jedina vrsta abrusa u Namibiji. Raste kao polugrm u blizini rijeke Kunene i planinama Baynes Mountains u Kaokoveldu